# Trujillo (stat)
Trujillo este unul dintre cele 23 de state federale din Venezuela. În 2007, statul Trujillo avea o populație de 711.400 de locuitori și suprafață totală de 7.400 km². Capitala statului este orașul Trujillo.